# Neurotic Mass
Neurotic Mass – szósty album studyjny polskiej grupy muzycznej Trauma. Wydawnictwo ukazało się 20 marca 2007 roku nakładem wytwórni muzycznej Empire Records. Nagrania zostały zarejestrowane i zmiksowane w białostockim Hertz Studio pomiędzy majem a czerwcem 2006 roku. Gościnnie w nagraniach wziął udział Krzysztof "Siegmar" Oloś znany z występów w formacji Vesania. Mastering odbył się w grudniu tego samego roku również w Hertz Studio.

## Lista utworów
Opracowano na podstawie materiału źródłowego.
1. "Intro Monument" – 00:41
2. "Greed" – 04:18
3. "Altar of Vanity" – 04:15
4. "The Eternal Quest" – 05:16
5. "Unexpected Lie" – 05:19
6. "Neurotic Mass" – 07:14
7. "Immolated" – 04:41
8. "Edge of Vegetation" – 05:10
9. "Dead Macrocosm" – 08:01

## Twórcy
Opracowano na podstawie materiału źródłowego.
- Robert "Kopeć" Jarymowicz – wokal prowadzący
- Jarosław "Mister" Misterkiewicz – gitara rytmiczna, gitara prowadząca, sample, produkcja, zdjęcia, okładka, oprawa graficzna
- Paweł "Firana" Krajnik – gitara basowa, zdjęcia, oprawa graficzna
- Arkadiusz "Mały" Sinica – perkusja
- Krzysztof "Siegmar" Oloś – gościnnie keyboard (utwory 7, 9)
- Wojciech Wiesławski – inżynieria dźwięku, produkcja, miksowanie, mastering
- Sławomir Wiesławski – inżynieria dźwięku, produkcja, miksowanie, mastering
- Filip "Fill" Musiatowicz – oprawa graficzna